# Заболотівська сільська рада
Заболо́тівська сільська́ ра́да — колишня адміністративно-територіальна одиниця та орган місцевого самоврядування в Чортківському районі Тернопільської области. Адміністративний центр — с. Заболотівка.

## Загальні відомості
Заболотівська сільська рада утворена в 1939 році.
- Територія ради: 9,155 км²
- Населення ради: 687 осіб (станом на 2001 рік)
- Територією ради протікає річка Серет

## Населені пункти
Сільській раді були підпорядковані населені пункти:
- с. Заболотівка

## Історія
Перша сільська рада утворена у вересні 1939 року.
У березні 1944 році сільська рада відновлена.
24 серпня 1954 року сільська рада приєднана до Улашківської сільської ради.
16 липня 1992 року сільська рада відновлена.
1 грудня 2020 року увійшла до складу Нагірянської сільської громади.

## Географія
Заболотівська сільська рада межувала з Улашківською,Капустинською, Милівецькою сільськими радами — Чортківського району, та Озерянською сільською радою — Борщівського району.

## Склад ради
Рада складається з 12 депутатів та голови.

### Керівний склад попередніх скликань

#### Голови ради
| Прізвище, ім'я, по батькові | Основні відомості                                                 | Дата обрання | Дата звільнення |
| --------------------------- | ----------------------------------------------------------------- | ------------ | --------------- |
| Вітів Іван Васильович       | Сільський голова                                                  | 1990         | 1994            |
| Вітів Іван Васильович       | Сільський голова                                                  | 1994         | 1998            |
| Попадюк Михайло Петрович    | Сільський голова                                                  | 1998         | 2002            |
| Фойдюк Михайло Петрович     | Сільський голова                                                  | 2002         | 2006            |
| Фойдюк Михайло Петрович     | Сільський голова, 1966 року народження, освіта вища, безпартійний | 26.03.2006   | 31.10.2010      |
| Фойдюк Михайло Петрович     | Сільський голова, 1966 року народження, освіта вища, безпартійний | 31.10.2010   | 25.10.2015      |
| Фойдюк Михайло Петрович     | Сільський голова, 1966 року народження, освіта вища, безпартійний | 25.10.2015   | 01.12.2020      |

Примітка: таблиця складена за даними сайту Верховної Ради України

#### Секретарі ради
| Прізвище, ім'я, по батькові  | Основні відомості | Дата обрання | Дата звільнення |
| ---------------------------- | ----------------- | ------------ | --------------- |
| Гульчак Любомира Ярославівна | Секретар          | 1990         | 1994            |
| Гульчак Любомира Ярославівна | Секретар          | 1994         | 1998            |
| Гульчак Любомира Ярославівна | Секретар          | 1998         | 2002            |
| Доскочинська Ольга Петрівна  | Секретар          | 2002         | 2006            |
| Доскочинська Ольга Петрівна  | Секретар          | 2006         | 2010            |
| Доскочинська Ольга Петрівна  | Секретар          | 2010         | 2015            |
| Доскочинська Ольга Петрівна  | Секретар          | 2015         | 2020            |

### Депутати

#### VII скликання
За результатами місцевих виборів 2015 року депутатами ради стали:
1. Ковальчук Ірина Антонівна
2. Москалик Роман Ігорович
3. Жваніа Сергій Зазович
4. Доскочинська Ольга Петрівна
5. Бартків Мирослава Юріївна
6. Білик Ольга Василівна
7. Чепига Галина Михайлівна
8. Процентна Люба Романівна
9. Попадюк Галина Михайлівна
10. Винничук Михайло Степанович
11. Ричаківська Ірина Володимирівна
12. Обліжок Станіслав Петрович

#### VI скликання
За результатами місцевих виборів 2010 року депутатами ради стали:
1. Ковальчук Ірина Антонівна
2. Пуляк Надія Василівна
3. Винник Надія Володимирівна
4. Доскочинська Ольга Петрівна
5. Бартків Ярослава Юріївна
6. Білик Ольга Василівна
7. Чепига Галина Михайлівна
8. Савіцький Михайло Романович
9. Попадюк Галина Михайлівна
10. Винничук Олег Михайлович
11. Федорович Михайло Йосипович
12. Обліжок Станіслав Петрович

#### V скликання
За результатами місцевих виборів 2006 року депутатами ради стали:
1. Баглей Марія Василівна
2. Бартків Мирослава Юріївна
3. Винник Василь Михайлович
4. Винничук Ганна Георгіївна
5. Гульчак Ростислав Васильович
6. Доскочинська Ольга Петрівна
7. Ковальчук Ірина Антонівна
8. Обліжок Станіслав Петрович
9. Пасечка Василь В’ячеславович
10. Пуляк Надія Василівна
11. Савицька Аделія Мар’янівна
12. Федорович Йосип Степанович

#### IV скликання
За результатами місцевих виборів 2002 року депутатами ради стали:
1. Винничук Михайло Степанович
2. Винничук Олег Володимирович
3. Винник Надія Володимирівна
4. Артим Ганна Йосипівна
5. Доскочинська Ольга Петрівна
6. Ляхоцький Борис Євгенович
7. Доскочинська Надія Василівна
8. Федорович Михайло Васильович
9. Ходань Ірина Василівна
10. Баглей Іван Михайлович
11. Гульчак Любомира Ярославівна
12. Юрків Михайло Володимирович
13. Федорович Йосип Степанович
14. Солтис Михайло Миронович
15. Обліжок Станіслав Петрович

#### III скликання
За результатами місцевих виборів 1998 року депутатами ради стали:
1. Пуляк Василь Михайлович
2. Попадюк Ганна Євгенівна
3. Андрусишин Марія Михайлівна
4. Федорович Йосип Степанович
5. Федорович Антін Карлович
6. Гульчак Любомира Ярославівна
7. Кміт Антін Романович
8. Попадюк Роман Петрович
9. Зайшлий Іван Степанович
10. Ляхоцький Борис Євгенович
11. Винничук Олег Михайлович
12. Ходань Ірина Василівна
13. Чуба Іван Антонович
14. Обліжок Станіслав Петрович
15. Солтис Михайло Миронович

#### II скликання
За результатами місцевих виборів 1994 року депутатами ради стали:
1. Попадюк Михайло Петрович
2. Сопотницький Микола Антонович
3. Черкас Василь Андрійович
4. Бартків Ольга Євгенівна
5. Савіцький Роман Михайлович
6. Дрогомирецька Орислава Михайлівна
7. Гульчак Василь Михайлович
8. Сакундяк Михайло Ярославович
9. Скрипка Василь Мар′янович
10. Федишин Іван Антонович

#### I скликання
За результатами місцевих виборів 1990 року депутатами ради стали:
1. Попадюк Михайло Петрович
2. Савіцький Роман Михайлович
3. Романишин Михайло Іванович
4. Андрусишин Михайло Іванович
5. Гут Ганна Євгенівна
6. Баглей Марія Василівна
7. Матвіїв Михайло Федорович
8. Федорович Зіновій Войціхович
9. Вітів Іван Васильович
10. Зайшлий Михайло Євгенович
11. Маланюк Ганна Дмитрівна
12. Бартків Антон Володимирович